# Evan McEachran
Evan McEachran (Oakville, 6 de marzo de 1997) es un deportista canadiense que compite en esquí acrobático, especialista en la prueba de slopestyle.
Consiguió tres medallas en los X Games de Invierno.Participó en dos Juegos Olímpicos de Invierno, en los años 2018 y 2022, ocupando el sexto lugar en Pyeongchang 2018, en el slopestyle.

## Medallero internacional
| \| X Games de Invierno \| X Games de Invierno \| X Games de Invierno \| X Games de Invierno \| \| Año \| Lugar \| Medalla \| Prueba \| \| ------------------- \| ---------------------- \| ------------------- \| ------------------- \| \| 2020 \| Aspen (Estados Unidos) \| Medalla de bronce \| Slopestyle \| \| 2021 \| Aspen (Estados Unidos) \| Medalla de bronce \| Slopestyle \| \| 2025 \| Aspen (Estados Unidos) \| Medalla de bronce \| Calle \| |                        |                   |            |
| X Games de Invierno |                        |                   |            |
| Año | Lugar                  | Medalla           | Prueba     |
| 2020 | Aspen (Estados Unidos) | Medalla de bronce | Slopestyle |
| 2021 | Aspen (Estados Unidos) | Medalla de bronce | Slopestyle |
| 2025 | Aspen (Estados Unidos) | Medalla de bronce | Calle      |